# 기세키아과
기세키아과(Gisekiaceae)는 석죽목에 속하는 속씨식물과의 하나이다.
이 과는 대부분의 분류학자들에게 인정되는 과는 아니다. APG II 분류 체계(2003년)는 이 과를 인정하고 핵심진정쌍떡잎식물군에 속하는 석죽목으로 분류했다. APG 분류 체계(1998년)는 이 과를 인정하지 않았다.
AP-웹사이트는 이 과 식물들을 자리공과로 추정한다.